# Operace Manganese
Operace Manganese byl krycí název pro paradesantní výsadek vyslaný během druhé světové války z Anglie na území Slovenského státu. Výsadek byl organizován zpravodajským odborem exilového Ministerstva národní obrany.

## Složení a úkoly
Velitel a radista rtn. František Bíroš, rtn. Štefan Košina, radista čet. asp. Drahomír Vaňura měli za úkol organizovat odboj na Slovensku, udržovat radiový kontakt s Londýnem a spolupracovat s odbojovou skupinou Flora. Byli vybaveni radiostanicí s krycím názvem Marienka.

Členové výsadku Manganese
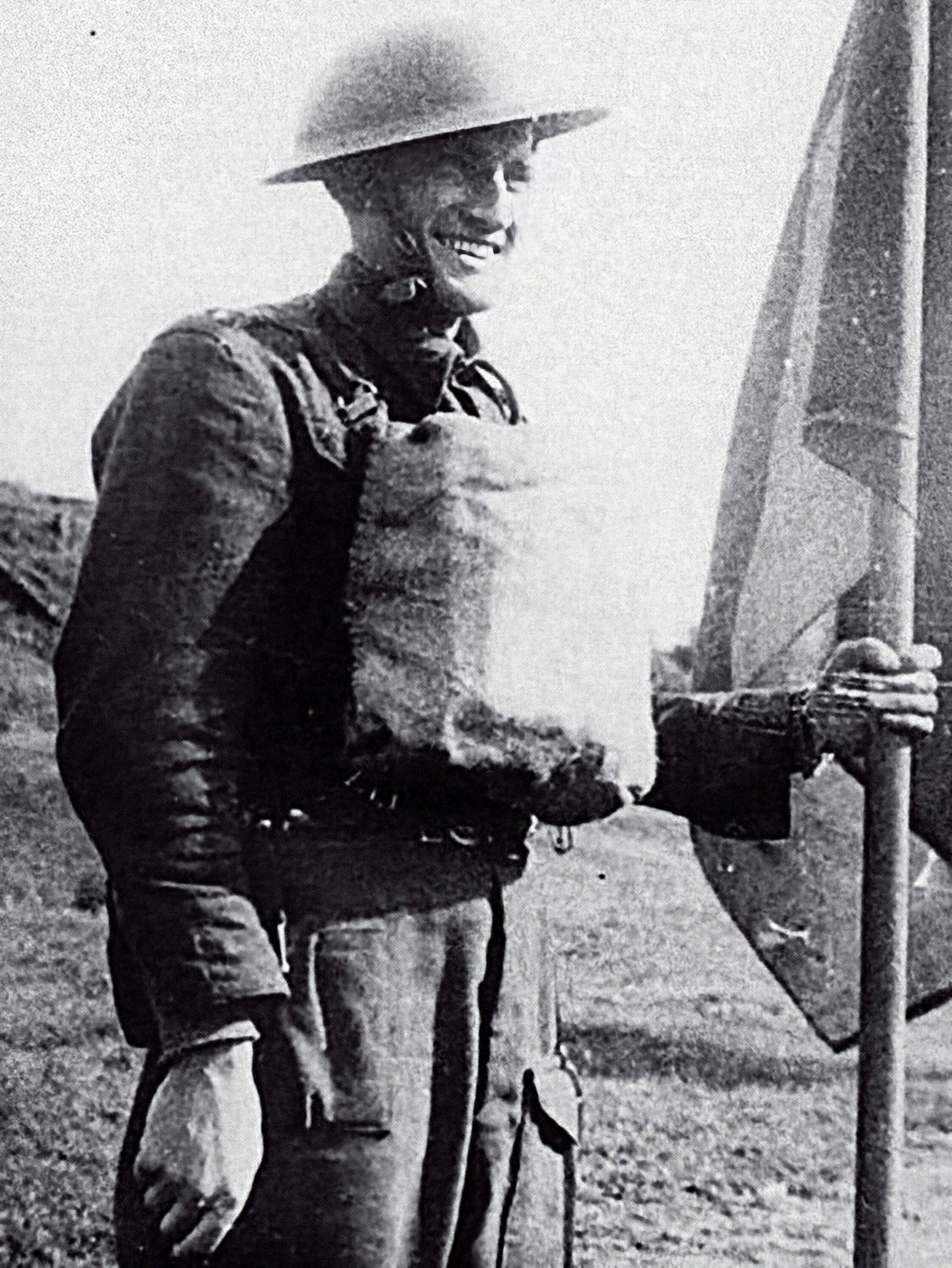
František Bíroš
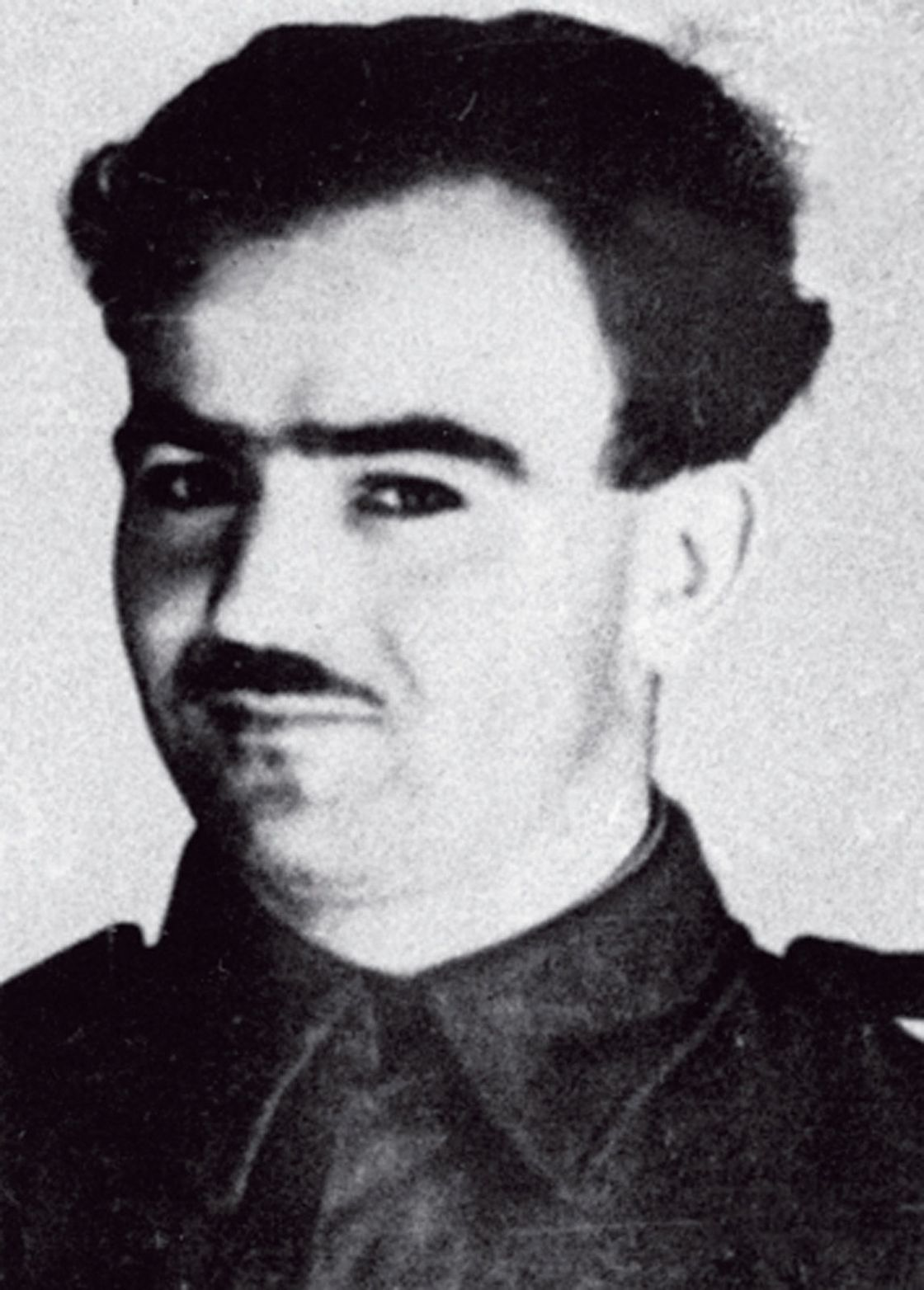
Štefan Košina
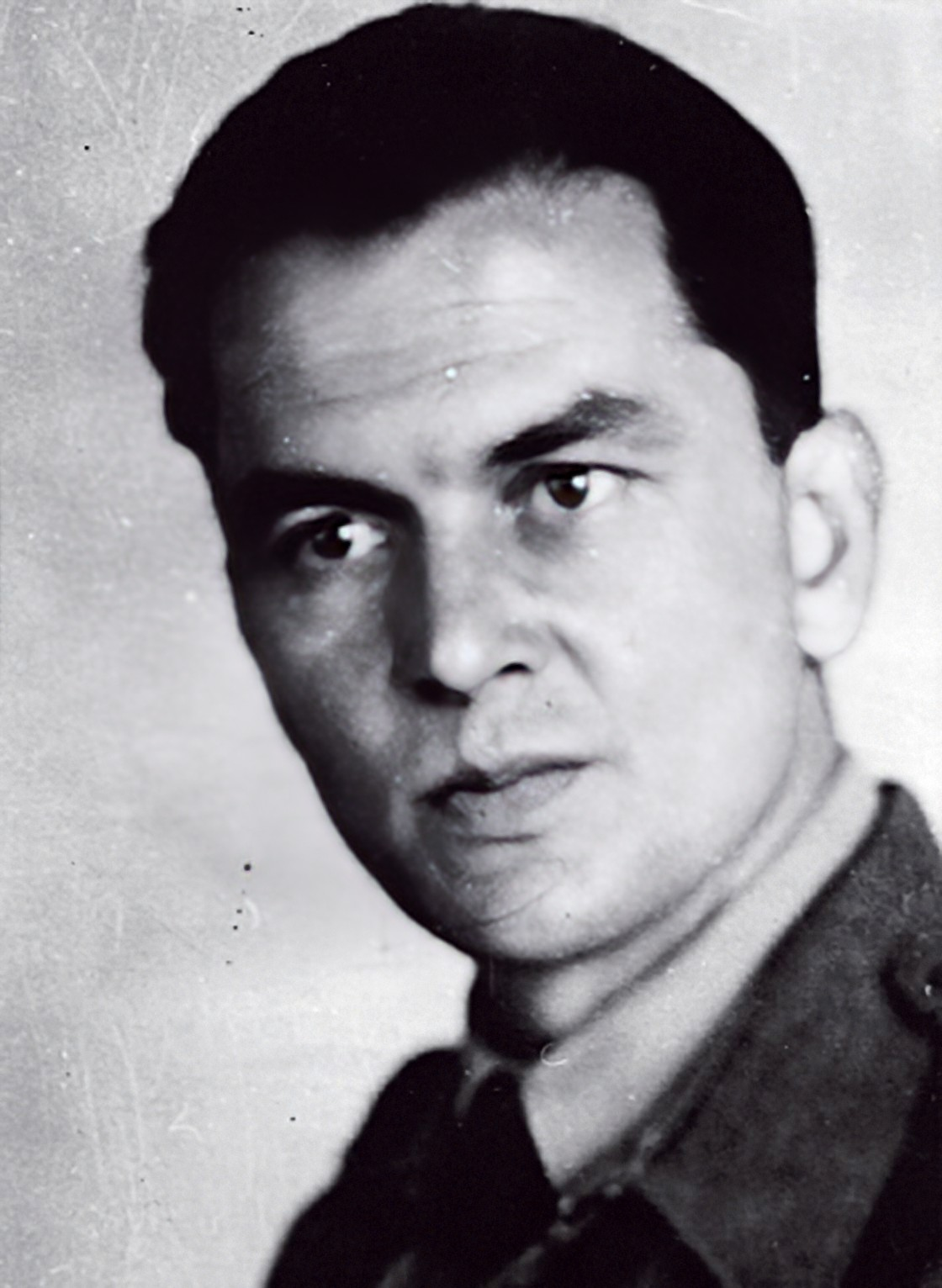
Drahomír Vaňura

## Činnost
Desant odstartoval na palubě letadla Halifax B Mk BS-F z letecké základny poblíž Brindisi v 19:40 společně s příslušníky výsadku Windproof (britská zpravodajská skupina). K vysazení desantu Manganese došlo v noci z 9. na 10. června 1944 poblíž obce Veľké Uherce v okrese Topoľčany namísto předem určeného doskočiště poblíž Piešťan. Při seskoku došlo ke ztrátě přepravního kontejneru s vysílačkami. Přesto příslušníci desantu kontaktovali odboj a spolupracovali s tajnou vojenskou radou. Působili v Brezové pod Bradlom a Bratislavě. Později došlo k nalezení vysílačky (provoz byl gen. Golianem povolen až po zahájení SNP) a jejímu využití pro spojení britských důstojníků s velením britské armády v Itálii. 
Od června 1944 začali spolupracovat s tajnou vojenskou radou. 18. září 1944 připravili doskokovou plochu pro přijetí britské zpravodajské skupiny, radiostanic a naváděcího majáku Eureka. Výsadek se neuskutečnil, neboť pilot plochu nenašel. Od 22. září 1944 byli podřízeni velitelství 1. čs. armády na Slovensku a zajišťovali radiové spojení mezi britskými styčnými důstojníky a jejich základnou v Itálii. Po porážce SNP členové výsadku ustupovali společně s 1. čs armádou  na Donovaly. V noci z 1. na 2. listopadu byli Vaňura, Bíroš a Košina zatčeni německou jednotkou u Bukovce. Vaňura s Bírošem byli 2. listopadu zastřeleni u Detvanských hor, Košinovi se podařilo uniknout a válku přežil u partyzánů.